# Ida Gotkovsky
Ida Rose Esther Gotkovsky (Calais, 26 augustus 1933) is een Franse componiste en pianiste.

## Levensloop
Als dochter van de violist Jacques Gotkovsky groeide ze op in een muzikale omgeving. Zij studeerde aan het Conservatoire national supérieur de musique te Parijs bij Nadia Boulanger en Tony Aubin. Voor haar composities kreeg zij zeer veel prijzen en onderscheidingen: Prix Lili Boulanger, Blumenthal-prijs, eerste prijs in het Pasdeloup Referendum, de internationale prijs van Divonne les Bains, Medaille de la Ville de Paris, Grand Prix musical de la Ville de Paris, en de Golden Rose in de Verenigde Staten van Amerika. Zij werd spoedig over de grens van Frankrijk bekend en beroemd.
Haar composities werden uitgevoerd over de hele wereld, in de Verenigde Staten van Amerika, Japan, Korea, Australië en Rusland. Zij werd uitgenodigd voor workshops en als voorzitter van jury's van concoursen. Zij doceert compositie in Texas, Verenigde Staten van Amerika. Haar muzikaal credo is het een kunstwerk te scheppen dat universeel is en in een hedendaagse taal een bijdrage levert tot een eenheid van de muzikale uitdrukking voor alle tijden.

## Composities

### Werken voor orkest
- 1956 Scherzo pour orchestre
- 1957 Symphonie pour cordes et percussions
- 1957 Jeu
- 1958 Escapades
- 1959 Jongleries
- 1960 Funambules
- 1960 Concerto pour trompette
- 1962 Concerto pour trompette et orchestre
- 1962 Symphonie pour cordes et timbales
- 1966 Concerto pour saxophone
- 1968 Concerto pour clarinette
- 1970 Musique en couleur
- 1970 Concerto pour orchestre symphonique
- 1972 Concerto pour deux violons
- 1972-1973 Variations Concertantes pour basson
- 1973 Poeme symphonique
- 1974 Second concert pour trompette
- 1975 Concerto pour piano
- 1977-1980 Concerto pour Violoncelle
- 1980 Concerto pour grand orchestre et saxophone
- 1982 Concerto lyrique pour clarinette
- 1983 Variations pathetiques (saxophone et orchestre)
- 1984 Concerto pour cor
- 1989 Choral

### Werken voor harmonie-orkest
- 1960 Symphonie pour quatre-vingt instruments à vent
- 1962 Symphonie pour Orchestre d'Harmonie
- 1978 Poème du Feu, voor harmonieorkest
- 1978 Concerto pour trombone et orchestre a vent
- 1980 Concerto pour Saxophone et grand orchestre d'harmonie
- 1982 Symphonie, voor orgel en harmonieorkest
- 1984 Concerto, voor groot harmonieorkest
- 1986-1988 Symphonie de printemps "Les Saisons", voor harmonieorkest
  1. Printemps - Incantatoire
  2. Automne - Poétique
  3. Hiver - Irréel
  4. Eté - Final
- 1988 Danses rituelles
- 1988-1989 Symphonie Brillante, voor harmonieorkest
- 1989 Songe d'une nuit d'hiver (Choeurs & Instruments à vent)
- 1989 Le chant de la Foret pour chœur et orchestre d'harmonie (voor het Uster-Musik-Festival in Switzerland)
- 1989 Golden Symphonie (15 saxophones)
- 1992 Oratorio Olympique (Choeurs & Orchestre d'harmonie)
- 1992 Couleurs en musique pour orchestre d’harmonie
- 1992 Fanfare
- 1993 Or et lumiere pour orchestre d’harmonie
- 1993 Symphonie a la jeunesse (Transcription pour Orchestre à vent)
- 1994 Concerto lyrique pour clarinette (Transcription)
- 1997 Concerto pour Clarinette (Transcription)
- Danses rituelles, voor harmonieorkest

### Muziektheater

#### Opera's
| Voltooid in | titel                       | aktes          | première | libretto           |
| ----------- | --------------------------- | -------------- | -------- | ------------------ |
| 1964        | Le Rêve de Makar            | acht taferelen |          |                    |
| 1989        | Le Songe d’une nuit d’hiver |                |          |                    |
|             | Poème lyrique               |                |          | Charles Baudelaire |

#### Balletten
| Voltooid in | titel           | aktes | première | libretto | choreografie |
| ----------- | --------------- | ----- | -------- | -------- | ------------ |
| 1968        | Rien ne va plus |       |          |          |              |
| 1972        | Le Cirque       |       |          |          |              |

### Kamermuziekwerken
- 1970 Caractères, voor viool en piano
- 1970 Éolienne, voor dwarsfluit en harp (of piano)
- 1974 Brillance, voor altsaxofoon en piano
- 1983 Variations Pathetiques voor altsaxofoon en piano
- 1983 Quatuor de saxophones, voor saxofoonkwartet
- Capriccio, voor viool en piano
- Images de Norvéges, voor klarinet en piano
- Quatuor de clarinettes, voor klarinetkwartet
- Trio, voor viool, klarinet en piano
- Trio lyrique, voor viool, altsaxofoon en piano

### Werken voor accordeon
- 1956 Dasvidania, voor accordeon